# Valdivia, Antioquia
Valdivia este un municipiu din departamentul Antioquia, Columbia.